# Прапор Тартакова
Пра́пор Тартакова — офіційний символ села Тартаків Шептицького району Львівської області. Затверджений 27 червня 2002 року рішенням виконкому сільської ради. 
Автор проекту — А. Гречило.

## Опис
Квадратне полотнище, смуги в третину з верхнього краю та вертикальна посередині утворюють червону літеру «Т», на якій жовтий полум'яний меч, нижні поля обабіч — жовті. 

## Зміст
Основою для сучасного символа став сюжет з печаток містечка з XVIII ст., на яких Архангел Михаїл б'є мечем змія. На прапорі подано першу літеру з назви села та полум'яний меч як атрибут Архистратига.